# 小口袋胡同
39°54′39″N 116°21′54″E / 39.9108648°N 116.3650155°E
小口袋胡同，是位于中国北京市西城区中部的一条胡同。现已无存。

## 简介
小口袋胡同为东西曲折走向，过去东起二龙路，西到太平桥大街，全长203米，平均宽3米。清朝称“小口袋胡同”，因为该胡同的形状而得名，和“沟沿”南大口袋胡同相对称。1923年，在该胡同兴建了遵义楼，后成为北京市第三十五中学办公楼，2011年被列入《北京优秀近现代建筑保护名录（第一批）》。1990年代，为建设北京市公安局西城分局大楼，胡同最东段被拆除，小口袋胡同改为东起下岗胡同。2010年代，为兴建新兴盛项目，小口袋胡同被拆除。